# 德陽郡
德陽郡，中国十六国、唐朝时设置的郡。
- 西晋太安元年（302年），李特分广汉郡德阳县置德阳郡，治所在德阳县（今四川省遂宁市船山区东南）。下辖德阳县、巴兴县。属梁州。次年，西晋收复德阳郡，废置。成汉玉衡二年（312年），成汉再得德阳郡。嘉宁二年（347年）桓温灭成汉，废除德阳郡。
- 唐玄宗天宝元年（742年）改汉州置德阳郡，治所在雒市（今四川省广汉市）。下辖雒县、什邡县、德阳县、绵竹县、金堂县。辖境相当今四川德阳市、广汉市、什邡市、绵竹市、金堂县等地。唐肃宗乾元元年（758年）复改为汉州。